# Herman Meijer (coureur)
Herman Meijer (onbekend, 17 juni 1942, Blokzijl 31 december 2024) was een Nederlandse motorcoureur en constructeur die van 1963 tot 1975 vooral actief was in de klasse 50cc. Als zelfstandig constructeur deed hij dat onder de noemer Hemeyla.
Als coureur werd Meijer onder meer in 1964 nationaal kampioen bij de junioren in de 50cc. Twee jaar later volgde het nationaal kampioenschap bij de senioren waarbij hij vijf van de zes races won. Zijn grootste internationale wapenfeiten liggen in 1971. Dat jaar reed hij zes grands prix voor Jamathi en hij eindigde mede door podiumplaatsen in Tsjecho-Slowakije en Spanje in de einduitslag als vierde. 
Min of meer gelijktijdig met zijn coureurschap was hij een autodidactisch constructeur. Hij startte daarmee midden jaren 1960 en gebruikte de noemer Hemeyla, een verwijzing naar zijn eigen naam en zijn woonplaats Laren. Naast complete racemotoren bouwde hij ter verkoop onder andere in kleine serie versnellingsbakken voor de racerij. Onder meer Jamathi en de Britse motorcoureur Barry Sheene behoorden tot zijn afnemers. Meijer stond bekend als een zeer kundig constructeur. 
Hij stopte in 1975 abrupt met de motorsportwereld, naar eigen zeggen omdat hij er klaar mee was.